# ¡Qué pico de oro!
|  |

El aguafuerte ¡Qué pico de oro! es un grabado de la serie Los Caprichos del pintor español Francisco de Goya. Está numerado con el número 53 en la serie de 80 estampas. Se publicó en 1799.
Cinco frailes atienden embobados la prédica de un loro desde el púlpito. Un sexto fraile, arrimado al estrado parece estar sumido en sus propios pensamientos.

## Interpretaciones de la estampa
Existen varios manuscritos contemporáneos que explican las láminas de los Caprichos. El que se encuentra en el Museo del Prado se tiene como autógrafo de Goya, pero parece más bien despistar y buscar un significado moralizante que encubra significados más arriesgados para el autor. Otros dos, el que perteneció a Ayala y el que se encuentra en la Biblioteca Nacional, realzan la parte más escabrosa de las láminas.
- Explicación de esta estampa del manuscrito del Museo del Prado: Esto tiene trazas de junta académica. ¿ quién sabe si el papagayo estará hablando de medicina pero no hay que creerlo sobre su palabra. Médico hay que cuando habla es un pico de oro y cuando receta un Herodes: discurre perfectamente de las dolencias y no las cura: emboba a los enfermos y atesta los cementerios de calaberas.[2]

- Manuscrito de Ayala: Oradores plagiarios con auditorios de necios.[2]

- Manuscrito de la Biblioteca Nacional: Los frailes son regularmente predicadores plagiarios; pero como se alaban mucho unos a otros, el auditorio necio está con la boca abierta.[2]